# Curbură geodezică
În geometria riemanniană⁠(d) curbura geodezică {\displaystyle k_{g}} a unei curbe {\displaystyle \gamma } măsoară cât de departe este curba de a fi o geodezică. De exemplu, pentru o curbă unidimensională de pe o suprafață bidimensională încorporată în spațiul tridimensional, este curbura curbei proiectată pe planul tangent la suprafață. Mai general, într-o varietate {\displaystyle {\bar {M}}} dată, curbura geodezică este doar curbura obișnuită a curbei {\displaystyle \gamma } (vezi mai jos). Totuși, când curba {\displaystyle \gamma } este restricționată să se afle pe o subvarietate {\displaystyle M} a {\displaystyle {\bar {M}}} (de exemplu, la curbele de pe suprafețe), curbura geodezică se referă la curbura {\displaystyle \gamma } în {\displaystyle M} și în general este diferită de curbura {\displaystyle \gamma } din varietatea ambientală {\displaystyle {\bar {M}}}. Curbura (ambientală) {\displaystyle k} a {\displaystyle \gamma } depinde de doi factori: curbura subvarietății {\displaystyle M} în direcția {\displaystyle \gamma } (curbura normală {\displaystyle k_{n}}), care depinde numai de direcția curbei și de curbura {\displaystyle \gamma } văzută în {\displaystyle M} (curbura geodezică {\displaystyle k_{g}}), care este o mărime de ordinul al doilea. Relația dintre acestea este {\displaystyle k={\sqrt {k_{g}^{2}+k_{n}^{2}}}}. În special, geodezicele de pe {\displaystyle M} au curbură geodezică zero (sunt „drepte”), astfel încât {\displaystyle k=k_{n}}, ceea ce explică de ce par curbate în spațiul ambiental ori de câte ori subvarietatea este curbată.

## Definiție
Fie o curbă {\displaystyle \gamma } într-o varietate {\displaystyle {\bar {M}}}, parametrizată prin lungimea arcului⁠(d), cu versorul tangent {\displaystyle T=d\gamma /ds}. Curbura sa este norma derivatei covariante⁠(d) a {\displaystyle T}: {\displaystyle k=\|DT/ds\|}. Dacă {\displaystyle \gamma } se află pe {\displaystyle M}, curbura geodezică este norma proiecției derivatei covariante {\displaystyle DT/ds} pe spațiul tangent la subvarietate. Invers, curbura normală este norma proiecției {\displaystyle DT/ds} pe fibratul normal la subvarietate în punctul considerat.
Dacă varietatea ambientală este spațiul euclidian {\displaystyle \mathbb {R} ^{n}}, atunci derivata covariantă {\displaystyle DT/ds} este chiar derivata obișnuită {\displaystyle dT/ds}.

## Exemplu
Fie {\displaystyle M} sfera unitate {\displaystyle S^{2}} in spațiul euclidian tridimensional. Curbura normală a lui {\displaystyle S^{2}} este 1, independent de direcția luată în considerare. Cercurile mari au curbură {\displaystyle k=1}, deci au curbură geodezică zero, prin urmare sunt geodezice. Cercurile mai mici cu raza {\displaystyle r} vor avea curbură {\displaystyle 1/r} și curbură geodezică {\displaystyle k_{g}={\frac {\sqrt {1-r^{2}}}{r}}}.

## Unele rezultate care implică curbura geodezică
- Curbura geodezică nu este alta decât curbura obișnuită a curbei atunci când este calculată intrinsec în subvarietatea {\displaystyle M}. Nu depinde de modul în care subvarietatea {\displaystyle M} se află în {\displaystyle {\bar {M}}}.
- Geodezicele {\displaystyle M} au curbură geodezică zero, ceea ce este echivalent cu a spune că {\displaystyle DT/ds} este ortogonală cu spațiul tangent la {\displaystyle M}.
- Pe de altă parte, curbura normală depinde foarte mult de modul în care se află subvarietatea în spațiul ambiental, dar marginal de curbă: {\displaystyle k_{n}} depinde doar de punctul de pe subvarietate și de direcția {\displaystyle T}, dar nu de {\displaystyle DT/ds}.
- În geometria generală riemanniană, derivata este calculată folosind conexiunea Levi-Civita {\displaystyle {\bar {\nabla }}} a varietății ambientale: {\displaystyle DT/ds={\bar {\nabla }}_{T}T}. Ea are o parte tangentă și o parte normală la subvarietate: {\displaystyle {\bar {\nabla }}_{T}T=\nabla _{T}T+({\bar {\nabla }}_{T}T)^{\perp }}. Partea tangentă este derivata obișnuită {\displaystyle \nabla _{T}T} din {\displaystyle M} (este un caz particular de ecuație Gauss din ecuațiile Gauss–Codazzi⁠(d)), în timp ce partea normală este {\displaystyle \mathrm {I\!I} (T,T)}, unde {\displaystyle \mathrm {I\!I} } este a doua formă fundamentală.
- Teorema Gauss–Bonnet.